# Nataly Michel
Pour les articles homonymes, voir Michel.
Nataly de la Luz Michel Silva (née le 9 juillet 1990 à Ciudad Guzmán) est une escrimeuse mexicaine qui pratique le fleuret.

## Carrière
Elle remporte la médaille de bronze en individuel lors des Jeux panaméricains de Toronto après avoir obtenu la même récompense lors des Jeux de Guadalajara en 2011, quatre ans plus tôt.
Elle participe aux championnats du monde en 2009, 2011, 2013 et 2014.